# Aristídis Morainítis
Aristídis Morainítis (em grego: Αριστείδης Μωραïτίνηςn. 1806 - f. 1875) foi um político da Grécia. Ocupou o cargo de primeiro-ministro da Grécia.